# Arvid Lindman

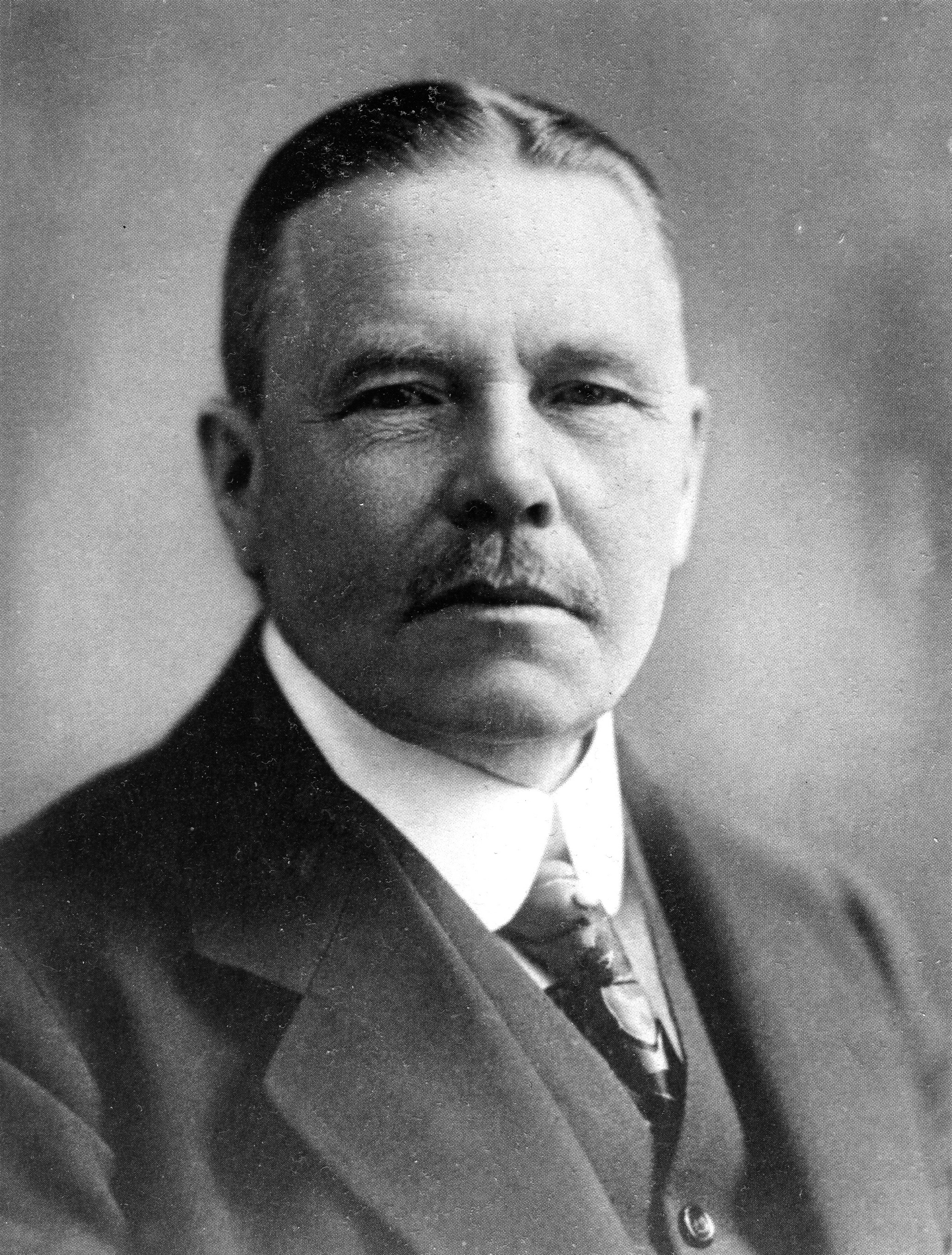
Arvid Lindman

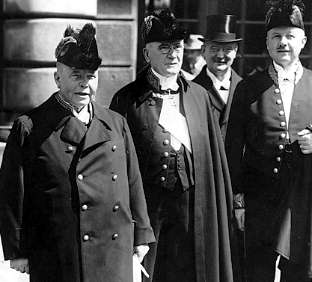
Arvid Lindman (links) auf dem Hof des Stockholmer Schlosses nach der Vereidigung seines zweiten Kabinettes mit den Ministern Ernst Trygger (Auswärtiges), Claes Lindskog (Erziehung) und Sven Lübeck (Gesundheit und Soziales) im Jahr 1928.

Salomon Arvid Achates Lindman (* 19. September 1862 in Uppsala; † 9. Dezember 1936 bei London-Croydon) war ein schwedischer Konteradmiral, Politiker der Konservativen und Ministerpräsident von Schweden.

## Berufliche Laufbahn
Der Sohn eines Fabrikdirektors begann zunächst von 1882 bis 1892 eine Laufbahn als Marineoffizier, deren Höhepunkt er 1907 mit der Ernennung zum Konteradmiral der Reserve erreichte.
Nach dem Ausscheiden aus dem Marinedienst wurde er 1892 Geschäftsführer des Holz- und Stahlindustriekonzerns AB Iggesunds Bruk in Hälsingland. Danach war er von 1903 bis 1923 in gleicher Position im Konzern AB Strömbacka Bruks tätig. Zugleich wurde er 1904 Generaldirektor der staatlichen Telefongesellschaft Televerket und übte dieses Amt bis 1907 aus.

## Politische Laufbahn

### Abgeordneter und Minister
Im Juli 1902 lehnte er zunächst das Angebot von Erik Gustaf Boström ab, als Finanzminister in dessen Kabinett einzutreten.
1905 wurde er jedoch in die Erste Kammer des Reichstages gewählt. Anschließend trat er im August 1905 als Marineminister in das Kabinett von Christian Lundeberg ein. Dieses Amt übte er nur bis zum Rücktritt Lundebergs am 8. November 1905 aus.

### Ministerpräsident von 1906 bis 1911
Nach dem Rücktritt der Regierung von Karl Staaff wegen der ungeklärten Frage des Wahlrechts wurde er von König Oskar II. am 29. Mai 1906 zu dessen Nachfolger zum Ministerpräsidenten berufen. Ab 1907 leitete er zusätzlich das Kriegsministerium.
Lindman, der eine gemäßigt konservative Regierung bildete, bemühte sich wie seine Vorgänger Lundeberg und Staaff um eine Lösung des Wahlrechtsproblems. In einer Wahlrechtsreform wurde schließlich 1907 das Allgemeine Wahlrecht für Männer (mit gewissen Beschränkungen) für die Zweite Parlamentskammer eingeführt, und auch die Erste Kammer wurde teilweise demokratisiert. Die Klassengegensätze blieben jedoch groß, und der Generalstreik von 1909 vertiefte den Graben zwischen Sozialdemokraten und Liberalen einerseits und Konservativen andererseits.
Lindmans Regierung setzte mehrere Reformen in Industrie, Schule und Sozialpolitik durch. Zugleich bemühte er sich um eine Lösung der Verteidigungsfrage durch die Ernennung eines Verteidigungsausschusses, den Ausbau der Marine und eine internationale Stärkung Schwedens durch Abkommen mit Nord- und Ostsee-Anrainerstaaten.
Durch die von seiner Regierung durchgesetzte Wahlrechtsreform gewannen jedoch bei der Reichstagswahl 1911 Liberale und Sozialdemokraten die Mehrheit. Aus diesem Grund trat Lindman am 7. Oktober 1911 zurück.

### Oppositionsführer und Außenminister
Anschließend war er Abgeordneter der Zweiten Kammer des Reichstages. Hier war er von 1912 bis 1935 Fraktionsvorsitzender des Allmänna Valmansförbundet (Allgemeiner Wählerbund). Als solcher schlug er Gustav V. sowohl Hjalmar Hammarskjöld als auch Carl Swartz als Ministerpräsidenten vor, um die Ernennung Ernst Tryggers, des wesentlich konservativeren Führers der Rechtsfraktion in der Ersten Kammer, zu verhindern.
Unter Swartz wirkte Lindman von März bis Oktober 1917 als Außenminister.
Nach einer erneuten Wahlrechtsreform in den Jahren 1918 bis 1921, die endlich auch das Frauenwahlrecht brachte, begann er mit der Modernisierung des Allgemeinen Wählerbundes und seiner Wahlkampagnen. Hierzu setzte er nicht nur Flugzeuge zum Erreichen von Wahlkampforten ein, sondern auch Wahlplakate.
1921 setzte sich Lindman zusammen mit anderen führenden Politikern wie etwa Ministerpräsident Hjalmar Branting als Unterzeichner eines Gesetzesentwurfs für die Gründung des Staatlichen Instituts für Rassenbiologie ein.

### Ministerpräsident von 1928 bis 1930
Nach dem hart geführten Wahlkampf von 1928, der den Sozialdemokraten Verluste und den Konservativen Gewinne bescherte, ernannte ihn König Gustav V. am 1. Oktober 1928 zum Ministerpräsidenten. Allerdings konnte er lediglich ein Minderheitskabinett bilden, da Liberale und Freisinnige eine Regierungsbeteiligung ablehnten. Während seiner Regierung bemühte er sich insbesondere um die Beendigung der zahlreichen Streiks und Aussperrungen in der Zeit der aufkommenden Weltwirtschaftskrise. Am 6. Juni 1930 musste er als Ministerpräsident zurücktreten, nachdem Freisinnige und Sozialdemokraten seine Pläne zur Erhöhung der Getreidesteuer abgelehnt hatten.

## Tod
Lindman starb am 9. Dezember 1936 bei einem Flugzeugabsturz, als eine Douglas DC-2 in dichtem Nebel unmittelbar nach dem Start am Croydon Airport verunglückte.